# Яйвинское городское поселение
Я́йвинское городско́е поселе́ние — городское поселение в составе Александровского муниципального района Пермского края.
Административный центр поселения — Яйва.

## История
Яйвинское городское поселение образовано в ходе муниципальной реформы 2006 года.

## Население
| 2010    | 2012    | 2013    | 2014    | 2015    | 2016    | 2017    |
| ------- | ------- | ------- | ------- | ------- | ------- | ------- |
| 10 506  | ↘10 391 | ↘10 310 | ↘10 243 | ↘10 158 | ↘10 123 | ↘10 077 |
| 2018    | 2019    |         |         |         |         |         |
| ↘10 065 | ↘9927   |         |         |         |         |         |

### Урбанизация
Численность населения — 10 506 человек (2010), в том числе:
- городского — 10 325 человек,
- сельского — 181 человек[10].

## Состав городского поселения
| №  | Населённый пункт | Тип населённого пункта      | Население |
| -- | ---------------- | --------------------------- | --------- |
| 1  | База             | посёлок                     | 7         |
| 2  | Вижай            | деревня                     | 0         |
| 3  | Галка            | посёлок                     | 1         |
| 4  | Замельничная     | деревня                     | 0         |
| 5  | Камень           | посёлок                     | 103       |
| 6  | Клестово         | деревня                     | 20        |
| 7  | Люзень           | разъезд                     | 33        |
| 8  | Нижняя           | деревня                     | 3         |
| 9  | Подслудное       | село                        | 14        |
| 10 | Средняя          | деревня                     | 0         |
| 11 | Яйва             | пгт, административный центр | ↘8260     |